# Gabriel Pacheco
Pour les articles homonymes, voir Pacheco.
Pacheco  Madriz est un nom espagnol. Le premier nom de famille, en général paternel, est Pacheco ; le second, en général maternel, souvent omis, est Madriz.
Gabriel Pacheco Madriz, né le 18 juillet 2003 à Cartago, est un coureur cycliste costaricien.

## Biographie
Gabriel Pacheco est originaire de la ville de Cartago. Il s'intéresse au vélo depuis son plus jeune âge. Vers ses dix ans, il commence à pratiquer le BMX. Il passe ensuite temporairement au triathlon, avant d'opter pour le cyclisme de manière définitive. En dehors de sa carrière sportive, il suit des études dans le domaine de l'ingénierie des systèmes. Il participe actuellement à des compétitions sur route. 
En 2021, il devient vice-champion du Costa Rica du contre-la-montre chez les juniors. Deux ans plus tard, il court durant quelques mois avec le club Zamora Enamora, basé dans la péninsule ibérique. Avec cette formation, il participe à diverses courses en Espagne et au Portugal.  
Lors de la saison 2024, il connaît sa première sélection en équipe nationale. Il prend notamment part aux championnats d'Amérique centrale, où il se classe deuxième du contre-la-montre espoirs et troisième du contre-la-montre par équipes. La même année, il termine troisième de la Vuelta del Porvenir, réservée aux moins de 23 ans. Il finit également huitième de la Vuelta a Chiriquí et quinzième du Tour du Costa Rica.
En avril 2025, il se présente de nouveau au départ des championnats d'Amérique centrale. Aux côtés de plusieurs compatriotes, il s'adjuge le titre dans le contre-la-montre par équipes. Quelques mois plus tard, il termine cinquième de la Vuelta del Porvenir, tout en ayant remporté la dernière étape.

## Palmarès et résultats

### Par année
- 2021
  - 2e du championnat du Costa Rica du contre-la-montre juniors
- 2024
  -  Médaillé d'argent du championnat d'Amérique centrale du contre-la-montre espoirs
  -  Médaillé de bronze du championnat d'Amérique centrale du contre-la-montre par équipes
  - 3e de la Vuelta del Porvenir
- 2025
  -  Champion d'Amérique centrale du contre-la-montre par équipes
  - 4e étape de la Vuelta del Porvenir

### Classements mondiaux
| Année            | 2024 |
| ---------------- | ---- |
| UCI America Tour | 165e |